# Rebol
REBOL (Relative Expression Based Object Language) je multiplatformní jazyk výměny dat a multiparadigmatický programovací jazyk navržený Carlem Sassenrathem pro síťovou komunikaci a distribuované výpočty.
REBOL přináší pojem dialektování: malá, optimalizovaná, specializovaná "nářečí" (dialekty) pro programový kód i data, což je podle jeho tvůrce, Carla Sassenratha, nejvýznačnějším přínosem tohoto jazyka:
I když může být použit pro programování, definování funkcí a provádění výpočtů, jeho nejsilnější stránkou je schopnost snadného vytváření specializovaných jazyků, neboli dialektů.
REBOL je používán k tvorbě internetových aplikací (jak klientských, tak i serverových), databázových aplikací, utilit, i multimediálních aplikací.

## Zařazení
REBOL je vyšší, interpretovaný, multiplatformní, multiparadigmatický, dynamicky reflektivní, symbolický programovací jazyk. Je také silně homoikonický-ve smyslu, že data i kód jsou reprezentována stejně-což činí REBOL vhodným pro metaprogramování.
Podporuje strukturované, funkcionální, a objektově orientované programování založené na prototypech. Není ale čistě funkcionálním jazykem - imperativní programování je podporováno používáním přiřazení a funkcí s vedlejšími efekty. Není ani čistě objektově orientovaným jazykem, maje ne-objektové datové typy. REBOL je zvláště dobře uzpůsobený pro jazykově orientované programování; konkrétněji pro dialektování.
REBOL je dynamický, dynamicky a pevně typovaný (proměnné typ nemají, hodnoty ano). K správě paměti používá garbage collection a podporuje výjimky a dynamické rozlišování jmen (pomocí výpočtu vazby).

## Ukázky skriptu
Ukázka jednoduché internetové aplikace pracující s dvěma službami, HTTP a SMTP:
```
REBOL [
   Title: "Odesílač webových stránek na email"
   File:  %sendwebpage.r
   Date:  12-January-2002
   Purpose: "Vem HTML dokument a odešli ho na určený email"
]

send branko@collin.example read http://www.rebol.com
```

## VID
Rebol také podporuje grafické uživatelské rozhraní zvané VID. Je to zkratka Visual Interface Dialect.
Jedná se o dialekt jazyka REBOL. VID je mimochodem součástí REBOLu, verze VIEW, která je zdarma.
Ukázka:
```
REBOL [Title: "Ahoj světe!"]

VIEW LAYOUT [Text "Ahoj světe!"]
```